# Union pour une réforme libérale
L'Union pour une réforme libérale (自由改革連合, Jiyū Kaikaku Rengō) est une coalition de partis politiques japonais du centre ou du centre droit, tous dissidents du Parti libéral-démocrate (PLD). Elle a existé entre juillet et décembre 1994.
Cette coalition est formée le 27 juillet 1994 et regroupée autour de l’ancien Premier ministre Toshiki Kaifu qui fut le candidat le 29 juin 1994 des forces d'opposition non-communistes au poste de chef du gouvernement  contre le socialiste Tomiichi Murayama, élu grâce à la formation d'une « grande coalition » entre le Parti socialiste japonais (PSJ), le PLD et le Nouveau Parti pionnier (NPP). Elle est composée de petits partis de législateurs conservateurs et/ou libéraux plutôt en faveur des réformes des cabinets de Morihiro Hosokawa et Tsutomu Hata, au pouvoir entre août 1993 et juin 1994 grâce à une large coalition « anti-PLD, anti-communiste », mais qui n'ont quitté le Parti libéral-démocrate qu'au cours de l'année 1994 soit pour rejoindre la majorité favorable à Hosokawa puis Hata avant leurs chutes respectives en avril et juin, soit plus tardivement encore (fin juin, comme Toshiki Kaifu) en réaction à la formation du cabinet du socialiste Tomiichi Murayama et de la « grande coalition ». 
La coalition se dissout en même temps que les partis la constituant le 9 décembre 1994, à la veille de l’inauguration du Shinshintō, afin de participer à la formation de ce nouveau grand parti d'opposition. Seuls Kōji Kakizawa et Shizuo Satō du Parti libéral et Yūji Tsushima du Comité de la volonté ne participent pas au Shinshintō : ce dernier devient indépendant puis rejoint le PLD dès 1995, Kakizawa et Satō participent quant-à-eux à la création de la Ligue libérale (自由連合, Jiyū Rengō) avant de retourner eux aussi au PLD en 1995. Peu de temps après la formation du Shinshintō, plusieurs des anciens membres de l'Union pour une réforme libérale retournent rapidement au PLD, tout particulièrement ceux ayant servi pendant un certain temps dans un ministère.

## Partis et parlementaires
Voici la liste des partis constituant l'Union pour une réforme libérale, et leurs parlementaires respectifs :
- Comité de la volonté (高志会, Kōshikai?)

Toshiki Kaifu (Président), Hiroshi Imazu, Yūji Tsushima, Takeshi Noda, Akihiko Noro, Okiharu Yasuoka
- Comité de la réforme (改革の会, Kaikaku no kai?)

Takeo Nishioka (Premier Secrétaire), Kunio Hatoyama, Masamitsu Ōishi, Takashi Sasagawa, Shigeru Ishiba
- Nouveau parti de l'avenir (新党みらい, Shintō mirai?)

Michihiko Kano, Masayasu Kitagawa, Takao Satō, Gōji Sakamoto, Teruhiko Mashiko
- Parti libéral (自由党, Jiyūtō?), aussi appelé Parti libéral Kakizawa (党柿沢自由, Kakizawa Jiyūtō?)

Kōji Kakizawa, Seiichi Ōta, Shōkei Arai, Shizuo Satō, Taku Yamamoto, Kenzō Yoneda, Sanae Takaichi
- Dissident du Nouveau Parti pionnier (新党さきがけ, Shintō Sakigake?)

Katsuyuki Ishida